# Nephodia musarana
Nephodia musarana là một loài bướm đêm trong họ Geometridae.